# اورموک
اورموک (به لاتین: Ormoc) یک شهر در فیلیپین است که در استان لیته واقع شده‌است.

## خصوصیات
اورموک ۶۱۳٫۶۰ کیلومترمربع مساحت و ۱۹۱٬۲۰۰ نفر جمعیت دارد.